# Конь белый (телесериал)
«Конь белый» — десятисерийный художественный фильм (телесериал), снятый в 1993 году на киностудии «Диапазон» при финансировании «Лада-Банком».
Режиссёр и автор сценария — Гелий Рябов, оператор — Олег Плаксин, композитор — Дмитрий Смирнов, звукооператоры Елена Демидова (совместно с Элеонорой Казанской).
Оригинальное название сценария автор применил в результате некоторого эсхатологического сходства событий 20-х годов XX-го столетия с событиями последней  книги Нового Завета, Откровение Иоанна Богослова.

## Официальный анонс
Россия накануне и после революции. Драматическая судьба адмирала Колчака, Верховного главнокомандующего Русской армией. Страшная кончина царской семьи и обстоятельства расследования её гибели, проводимое по поручению Колчака. Фильм рассказывает о жестоком кровавом и бессмысленном противостоянии, — противостоянии, которое ведёт к гибели страны.

## В ролях
| Актёр                           | Роль                                                        |
| ------------------------------- | ----------------------------------------------------------- |
| Анатолий Гузенко                | А. В. Колчак                                                |
| Вероника Изотова                | Анна Тимирёва / Анфиса, дочь Колчака и Тимирёвой            |
| Евгений Кузнецов                | С. Н. Тимирёв                                               |
| Елена Кривец                    | С. Ф. Колчак                                                |
| Владимир Симонов                | полковник Алексей Александрович Дебольцов                   |
| Александр Балуев                | капитан Владимир Васильевич Панчин (озвучен другим актёром) |
| Андрей Краско                   | Сомов                                                       |
| Дмитрий Поддубный               | Яков Петерс председатель МЧК                                |
| Иван Краско                     | американец                                                  |
| Валерий Доронин                 | полковник Корочкин                                          |
| Николай Дик                     | комиссар Давид Моисеевич Татлин / Филипп Голощёкин          |
| Валерий Кувакин                 | комиссар Яков Юровский                                      |
| Шерхан Абилов                   | Михей Ербанов партийный деятель                             |
| Гелий Сысоев                    | Виктор Пепеляев                                             |
| Игорь Карташев                  | следователь Николай Алексеевич Соколов                      |
| Владимир Дюков                  | генерал Аристарх Александрович Дебольцов                    |
| Анатолий Рудаков                | Ефим Мырин                                                  |
| Владимир Белоусов               | ротмистр Бабин                                              |
| Анатолий Петров                 | краском Новожилов                                           |
| Николай Кочегаров               | Александр Керенский                                         |
| Глаголев, Геннадий Владимирович | Император Николай II                                        |
| Алексей Довбыш                  | царевич Алексей Николаевич                                  |
| Элеонора Казанская              | Императрица Александра Фёдоровна                            |
| Анна Афанасьева                 | великая княжна Татьяна Николаевна                           |
| Надежда Филатова                | великая княжна Анастасия Николаевна                         |
| Юлия Ауг                        | великая княжна Мария Николаевна                             |
| Екатерина Беликова (Симонова)   | Надежда Руднева / великая княжна Ольга Николаевна           |
| Элина Суворова                  | Вера Руднева                                                |
| Геннадий Воропаев               | доктор Боткин                                               |
| Сергей Полежаев                 | Фирс                                                        |
| Геннадий Нилов                  | министр                                                     |
| Сергей Селин                    | белый палач (озвучен другим актёром)                        |
| Алексей Девотченко              | чекист                                                      |
| Любовь Тищенко                  | хозяйка дома в Екатеринбурге                                |
| Анатолий Гаричев                | Зуев                                                        |
| Ромуальд Макаренко              | «Красавчик»                                                 |
| Юрий Родионов                   | священник                                                   |
| Анатолий Кондюбов               | Каппель                                                     |
| Виктор Терехов                  | священник                                                   |
| Валентина Пугачёва              | эпизод 1-я серия                                            |
| Владимир Карпенко               | эпизод 5-я серия                                            |
| Максим Калинин                  | 9-я серия                                                   |
| Олег Белов                      |                                                             |
| Николай Буров                   | Грудин, офицер                                              |
| Сергей Межов                    |                                                             |

## Сюжет
1-я Серия, «Гибель». Пролог показывает события 1913-1916 годов: 300-летие правления Романовых и назначение Колчака командующим Черноморским флотом. В 1917 году полковник Дебольцов, главный герой, вместе с Александром Васильевичем Колчаком видит, как распадается российский флот после Февральской революции. В 1918 году, после Октябрьской революции Дебольцов встречает ротмистра Бабина, и они вместе через территорию, занятую красными, бегут к белым.
2-я Серия, «Ненависть». Царская семья расстреляна в Екатеринбурге. Дебольцов во сне видит Государя, который старается ему указать где он и его семья были погребены. Белые затем занимают Екатеринбург. Дебольцову не удаётся убедить местные власти начать разбирательство по поводу убийства царской семьи. К нему присоединяется Надя Руднева, у которой белые арестовали отца и сестру.
3-я Серия, «Предательство». Белые ведут екатеринбургских большевиков и сжигают их на барже. Одна из них, Вера Руднева, подвергается насилию. Она бежит вместе с одним солдатом к красным и записывается в полк Новожилова, где властвует жестокий комиссар Татлин. Дебольцов вместе с Бабиным встречает своего брата, который ведёт подпольную борьбу с красными. Затем он и Бабин, встретив в Казани генерала Каппеля (однокашника Дебольцова), открыто включается в белую борьбу и участвуют в казнях арестованных.
4-я Серия, «Братоубийство». Брат Дебольцова и его подпольная группа раскрыты Новожиловым и Татлиным благодаря местному сексоту и расстреляны. Внезапной атакой белые уничтожают весь отряд Татлина. Татлин впав в безумие устраивает оставшимся красноармейцам децимиацию и сжигает деревню местного населения. Вера Руднева уходит из полка, а затем Новожилов убивает Татлина и дезертирует.
5-я Серия, «Нетерпимость». Дебольцов участвует вместе с полковником Корочкиным из белой контрразведки в перевороте омского правительства, в итоге которого Колчак становится верховным правителем. Вера Руднева пробирается в Омск и вместе с белым офицером Панчиным, который в неё влюбляется, убивает белого контрразведчика Сомова из мести за расстрел её отца и изнасилование. Их ловит Дебольцов, который затем старается их же спасти из-за того, что он уже женат на сестре Рудневой Наде.
6-я Серия, «Суд Божий». Белая контрразведка выявляет связь Рудневой с её красным однополчанином, который также служил в «доме особого назначения», где был убит император. Дебольцов отправляет Рудневу за линию фронта к красным, где она допрашивается в ЧК из-за её связи с Новожиловым, убившим комиссара Татлина. Рудневу и Новожилова расстреливают. Тем временем в Екатеринбург прибывает следователь Соколов, который начинает судебное следствие по поводу убийства царской семьи. 1919 год - начинаются поиски тел расстрелянных. В следствии участвует Дебольцов, с которым Соколов не соглашается по поводу места захоронения.
7-я Серия, «Исход». Белая армия покидает Екатеринбург. Дебольцов погружает в поезд, занятый чехами, дело Соколова. Вскоре после этого из города Омск эвакуируются адмирал Колчак и его правительство и вместе с золотым эшелоном двигаются на Иркутск. В 1920 году иркутские большевики, захватив власть, получают от чехов Колчака вместе с золотым эшелоном. Телеграмма из Москвы от Ленина приказывает расстрелять Колчака и Пепеляева.
8-я Серия, «Претерпевшие до конца». Колчака и Пепеляева расстреливает Иркутский ревком. Любовницу Колчака, Анну Тимирёву, выпускают. Идут похороны генерала Каппеля. Белая армия вместе с его гробом переходит через границу в Монголию. Остаётся полковник Корочкин, который встречает освобождённую из тюрьмы Анну Тимирёву и поселяет её к друзьям…
1941 год. В лагере НКВД сидит бывший полковник Корочкин, которого выдал бывший сексот белой контрразведки Зуев. Лагерь теперь под контролем немцев. Корочкин предлагает им сотрудничество ради того, чтобы выбраться туда, где находится теперь Зуев. Он помнит, где захоронен бриллиант, который однажды принадлежал императрице Марии Фёдоровне.
9-я Серия, «Отверженные». Корочкина забрасывают за линию фронта, где его сопровождают два немецких разведчика. Они трое определяются на явочной квартире, где хозяйка Анфиса помогает им ради своего мужа, находящегося в плену у немцев. Корочкин убеждает Анфису ему помочь, желая отомстить Зуеву и уничтожить немецких шпионов.
10-я Серия, «Мститель». Избежав слежки немцев, Корочкин пробирается в городской отдел НКВД, который возглавляет Зуев. Наедине он показывает доказательства, что Зуев работал на белую контрразведку, и предлагает ему взамен законного советского гражданства передачу двух немецких шпионов. Зуев соглашается и приходит на явочную квартиру один. Тут Корочкин убивает одновременно Зуева и шпионов. Однако слежка НКВД обнаруживает Корочкина при побеге. Он арестован, но во время допроса успевает убить следователя и выбраться из здания, переодевшись в форму НКВД. Он идёт на встречу к Анфисе. В финале сообщается, что они оба были арестованы и расстреляны.

## Критика
По словам Василия Аксёнова, «единственной — и, кстати, весьма впечатляющей — известной мне попыткой показать эту бойню (Гражданскую войну) глазами белых был многосерийный фильм Гелия Рябова „Конь белый“ о колчаковском движении в Сибири.»